# Straßenlauf-Europameisterschaften 2025
Bei den 1. Straßenlauf-Europameisterschaften handelte es sich um die Premiere der Europameisterschaften im Straßenlauf in den Kategorien über die volle Marathondistanz sowie im Halbmarathon und über 10 Kilometer. Sie fanden am 12. und am 13. April 2025 in Löwen und in Brüssel in Belgien statt.

## Ergebnisse

### Männer

#### 10 km
| Platz | Athlet           | Land | Zeit (min) |
| ----- | ---------------- | ---- | ---------- |
| 1     | Yann Schrub      | FRA  | 27:37 PB   |
| 2     | Étienne Daguinos | FRA  | 27:46      |
| 3     | Isaac Kimeli     | BEL  | 27:58      |
| 4     | Fabien Palcau    | FRA  | 28:05 PB   |
| 5     | Jesús Ramos      | ESP  | 28:07 PB   |
| 6     | Nils Voigt       | GER  | 28:08      |
| 7     | Sezgin Ataç      | TUR  | 28:11 PB   |
| 8     | Mike Foppen      | NED  | 28:13      |

#### 10-km-Teamwertung
| Platz | Land       | Athleten                                                                                      | Zeit (h) |
| ----- | ---------- | --------------------------------------------------------------------------------------------- | -------- |
| 1     | Frankreich | Yann Schrub Étienne Daguinos Fabien Palcau Simon Bédard Baptiste Guyon                        | 1:23:28  |
| 2     | Spanien    | Jesús Ramos Juan Antonio Pérez Ilias Fifa                                                     | 1:24:55  |
| 3     | Belgien    | Isaac Kimeli Clément Deflandre Arnaud Dely Sander Vercauteren Marco Vanderpoorten Noah Konteh | 1:25:22  |

#### Halbmarathon
| Platz | Athlet               | Land | Zeit (min) |
| ----- | -------------------- | ---- | ---------- |
| 1     | Jimmy Gressier       | FRA  | 59:45      |
| 2     | Awet Nftalem Kibrab  | NOR  | 61:08      |
| 3     | Valentin Gondouin    | FRA  | 61:54      |
| 4     | Efrem Gidey          | IRL  | 61:55      |
| 5     | Yohanes Chiappinelli | ITA  | 62:11      |
| 6     | Simon Debognies      | BEL  | 62:27      |
| 7     | Jorge Blanco         | ESP  | 62:29      |
| 8     | Carlos Mayo          | ESP  | 62:30      |

#### Halbmarathon-Teamwertung
| Platz | Land       | Athleten                                                                             | Zeit (h) |
| ----- | ---------- | ------------------------------------------------------------------------------------ | -------- |
| 1     | Frankreich | Jimmy Gressier Valentin Gondouin Bastien Augusto Raphaël Montoya                     | 3:04:37  |
| 2     | Spanien    | Jorge Blanco Carlos Mayo Javier Guerra Jorge González Nassim Hassaous Pablo Sánchez  | 3:07:30  |
| 3     | Italien    | Yohanes Chiappinelli Ahmed Ouhda Xavier Chevrier Pasquale Selvarolo Alberto Mondazzi | 3:08:42  |

#### Marathon
| Platz | Athlet              | Land | Zeit (h) |
| ----- | ------------------- | ---- | -------- |
| 1     | Iliass Aouani       | ITA  | 2:09:05  |
| 2     | Gashau Ayale        | ISR  | 2:09:08  |
| 3     | Maru Teferi         | ISR  | 2:09:17  |
| 4     | Haimro Alame        | ISR  | 2:09:27  |
| 5     | George James        | GBR  | 2:10:10  |
| 6     | İlham Tanui Özbilen | TUR  | 2:10:26  |
| 7     | Ibrahim Chakir      | ESP  | 2:10:31  |
| 8     | Rui Pinto           | POR  | 2:11:28  |

#### Marathon-Teamwertung
| Platz | Land    | Athleten                                                                                  | Zeit (h) |
| ----- | ------- | ----------------------------------------------------------------------------------------- | -------- |
| 1     | Israel  | Gashau Ayale Maru Teferi Haimro Alame Bukayawe Malede Godadaw Belachew Yitayew Abuhay     | 6:27:52  |
| 2     | Belgien | Dorian Boulvin Thomas De Bock Yohan Zaradzki Simon Mestadgh Nathan Sevenois Joris Keppens | 6:38:39  |
| 3     | Türkei  | İlham Tanui Özbilen Kaan Kigen Özbilen Hüseyin Can                                        | 6:39:17  |

### Frauen

#### 10 km
| Platz | Athletin          | Land | Zeit (min) |
| ----- | ----------------- | ---- | ---------- |
| 1     | Nadia Battocletti | ITA  | 31:10      |
| 2     | Eva Dieterich     | GER  | 31:25      |
| 3     | Klara Lukan       | SVN  | 31:26      |
| 4     | Mariana Machado   | POR  | 31:30      |
| 5     | Jana Van Lent     | BEL  | 31:32      |
| 6     | Sarah Lahti       | SWE  | 31:35      |
| 7     | Sofiia Yaremchuk  | ITA  | 31:39      |
| 8     | Mekdes Woldu      | FRA  | 31:43      |

#### 10-km-Teamwertung
| Platz | Land        | Athletinnen                                                                                      | Zeit (h) |
| ----- | ----------- | ------------------------------------------------------------------------------------------------ | -------- |
| 1     | Italien     | Nadia Battocletti Sofiia Yaremchuk Valentina Gemetto Elisa Palmero Federica Del Buono Gaia Colli | 1:34:33  |
| 2     | Deutschland | Eva Dieterich Elena Burkard Lisa Merkel                                                          | 1:35:38  |
| 3     | Frankreich  | Mekdes Woldu Léonie Périault Aude Clavier Célia Tabet Coraline Maâmouri                          | 1:36:28  |

#### Halbmarathon
| Platz | Athletin         | Land | Zeit (h) |
| ----- | ---------------- | ---- | -------- |
| 1     | Chloé Herbiet    | BEL  | 1:10:43  |
| 2     | Juliette Thomas  | BEL  | 1:10:57  |
| 3     | Sara Nestola     | ITA  | 1:11:26  |
| 4     | Meritxell Soler  | ESP  | 1:11:39  |
| 5     | Marija Masurenko | UKR  | 1:11:51  |
| 6     | Susana Santos    | POR  | 1:12:03  |
| 7     | Rebecca Lonedo   | ITA  | 1:12:43  |
| 8     | Olha Nyschnyk    | UKR  | 1:12:45  |

#### Halbmarathon-Teamwertung
| Platz | Land    | Athletinnen                                                                              | Zeit (h) |
| ----- | ------- | ---------------------------------------------------------------------------------------- | -------- |
| 1     | Belgien | Chloé Herbiet Juliette Thomas Victoria Warpy Amelie Bihain Jolien Denis Malejeva Mathijs | 3:34:59  |
| 2     | Italien | Sara Nestola Rebecca Lonedo Nicole Reina                                                 | 3:38:20  |
| 3     | Spanien | Meritxell Soler María José Pérez Ikram Rharsalla                                         | 3:39:06  |

#### Marathon
| Platz | Athletin               | Land | Zeit (h) |
| ----- | ---------------------- | ---- | -------- |
| 1     | Fátima Ouhaddou Nafie  | ESP  | 2:27:14  |
| 2     | Majida Maayouf         | ESP  | 2:27:41  |
| 3     | Lonah Chemtai Salpeter | ISR  | 2:28:01  |
| 4     | Maor Tiyouri           | ISR  | 2:28:01  |
| 5     | Giovanna Epis          | ITA  | 2:29:14  |
| 6     | Solange Jesus          | POR  | 2:29:39  |
| 7     | Esther Navarrete       | ESP  | 2:29:49  |
| 8     | Aleksandra Brzezińska  | POL  | 2:31:54  |

#### Marathon-Teamwertung
| Platz | Land    | Athletinnen                                                                                      | Zeit (h) |
| ----- | ------- | ------------------------------------------------------------------------------------------------ | -------- |
| 1     | Spanien | Fátima Ouhaddou Nafie Majida Maayouf Esther Navarrete                                            | 7:24:44  |
| 2     | Israel  | Lonah Chemtai Salpeter Maor Tiyouri Helen Volfson                                                | 7:40:18  |
| 3     | Belgien | Hanne Verbruggen Kim Geypen Amélie Saussez Valentine Mathy Hanna Vandenbussche Karen Van Proeyen | 8:01:37  |